# Acronychia
Acronychia är ett släkte av vinruteväxter. Acronychia ingår i familjen vinruteväxter.

## Dottertaxa tillAcronychia, i alfabetisk ordning[1]
- Acronychia aberrans
- Acronychia acidula
- Acronychia acronychioides
- Acronychia acuminata
- Acronychia arfakensis
- Acronychia baeuerlenii
- Acronychia brassii
- Acronychia carrii
- Acronychia cartilaginea
- Acronychia chooreechillum
- Acronychia crassipetala
- Acronychia cuspidata
- Acronychia dimorphocalyx
- Acronychia emarginata
- Acronychia eungellensis
- Acronychia foveata
- Acronychia glauca
- Acronychia goniocarpa
- Acronychia gurakorensis
- Acronychia heterophylla
- Acronychia imperforata
- Acronychia intermedia
- Acronychia kaindiensis
- Acronychia laevis
- Acronychia ledermannii
- Acronychia littoralis
- Acronychia macrocalyx
- Acronychia montana
- Acronychia murina
- Acronychia normanbiensis
- Acronychia oblongifolia
- Acronychia octandra
- Acronychia odorata
- Acronychia papuana
- Acronychia parviflora
- Acronychia pauciflora
- Acronychia pedunculata
- Acronychia peninsularis
- Acronychia pubescens
- Acronychia pullei
- Acronychia reticulata
- Acronychia richards-beehleri
- Acronychia rubescens
- Acronychia rugosa
- Acronychia schistacea
- Acronychia similaris
- Acronychia smithii
- Acronychia suberosa
- Acronychia trifoliolata
- Acronychia wabagensis
- Acronychia vestita
- Acronychia wilcoxiana
- Acronychia wisseliana